# Mardy Fish
Mardy Fish (* 9. prosince 1981 Edina, Minnesota) je bývalý americký profesionální tenista, stříbrný olympijský medailista z LOH 2004 v Athénách, který dobrých výsledků dosáhl na tvrdém povrchu.
Na okruhu ATP vyhrál pět turnajů ve dvouhře a osm ve čtyřhře. Zahrál si také tři finále událostí Masters Series: Cincinnati v letech 2003 a 2010 a Indian Wells roku 2008. Na grandslamu se nejdále probojoval do čtvrtfinále Australian Open 2007 a US Open 2008 a ve Wimbledonu v roce 2011. Mimo jiné se probojoval ve své životní sezoně na prestižní turnaj mistrů, kde postupuje, vždy nejlepších osm hráčů dané sezony, povedlo se mu to v roce 2011. Kariéru ukončil v roce 2015 na domácím US Open, kde prohrál ve druhém kole v pěti setech s Felicianem Lopezem.
Na žebříčku ATP byl nejvýše klasifikován na 7. místě( září 2011) a na 14. místě pro čtyřhru (červenec 2009).

## Finálové účasti na turnajích ATP World Tour (26)

### Dvouhra - výhry (5)
| Legenda                                                       |
| ATP International Series Gold / ATP World Tour 500 Series (0) |
| ATP International Series / ATP World Tour 250 Series (5)      |

| Č. | Datum             | Turnaj             | Povrch    | Soupeř ve finále  | Výsledek         |
| 1. | 26. říjen 2003    | Stockholm, Švédsko | tvrdý (h) | Robin Söderling   | 7-5, 3-6, 7-64   |
| 2. | 16. duben 2006    | Houston, USA       | antuka    | Jürgen Melzer     | 3-6, 6-4, 6-3    |
| 3. | 1. březen 2009    | Delray Beach, USA  | tvrdý     | Jevgenij Koroljov | 7-5, 6-3         |
| 4. | 11. července 2010 | Newport, USA       | tráva     | Olivier Rochus    | 5–7, 6–3, 6–4    |
| 5. | 25. července 2010 | Atlanta, USA       | tvrdý     | John Isner        | 4–6, 6–4, 7–6(4) |

### Dvouhra - prohry (12)
| Legenda                                                       |
| Olympijské stříbro (1)                                        |
| ATP Masters Series / ATP World Tour Masters 1000 (2)          |
| ATP International Series Gold / ATP World Tour 500 Series (0) |
| ATP International Series / ATP World Tour 250 Series (7)      |

| Č.  | Datum           | Turnaj                     | Povrch    | Vítěz               | Výsledek                |
| 1.  | 9. březen 2003  | Delray Beach, USA          | tvrdý     | Jan-Michael Gambill | 6-0, 7-6(5)             |
| 2.  | 22. červen 2003 | Nottingham, Velká Británie | tráva     | Greg Rusedski       | 6-3, 6-2                |
| 3.  | 17. srpen 2003  | Cincinnati, USA            | tvrdý     | Andy Roddick        | 4-6, 7-6(3), 7-6(4)     |
| 4.  | 15. únor 2004   | San José, USA              | tvrdý (h) | Andy Roddick        | 7-6(13), 6-4            |
| 5.  | 13. červen 2004 | Halle, Německo             | tráva     | Roger Federer       | 6-0, 6-3                |
| 6.  | 22. srpen 2004  | Atény 2004, Řecko          | tvrdý     | Nicolás Massú       | 6-3, 3-6, 2-6, 6-3, 6-4 |
| 7.  | 26. srpen 2007  | New Haven, USA             | tvrdý     | James Blake         | 7-5, 6-4                |
| 8.  | 23. březen 2008 | Indian Wells, USA          | tvrdý     | Novak Djoković      | 6-2, 5-7, 6-3           |
| 9.  | 23. srpen 2008  | New Haven, USA             | tvrdý     | Marin Čilić         | 6-4, 4-6, 6-2           |
| 10. | 15. únor 2009   | San José, USA              | tvrdý (h) | Radek Štěpánek      | 3-6, 6-4, 6-2           |
| 11. | 13. června 2010 | Londýn, UK                 | tráva     | Sam Querrey         | 7–6(3), 7–5             |
| 12. | 22. srpen 2010  | Cincinnati, USA            | tvrdý     | Roger Federer       | 6–7(5), 7–6(1), 6–4     |

### Čtyřhra - výhry (8)
| Legenda                                                       |
| ATP Masters Series / ATP World Tour Masters 1000 (1)          |
| ATP International Series Gold / ATP World Tour 500 Series (2) |
| ATP International Series / ATP World Tour 250 Series (5)      |

| Č. | Datum            | Turnaj            | Povrch    | Partner      | Soupeři ve finále                  | Výsledek            |
| 1. | 28. duben 2002   | Houston, USA      | antuka    | Andy Roddick | Jan-Michael Gambill Graydon Oliver | 6-4, 6-4            |
| 2. | 15. únor 2004    | San José, USA     | tvrdý (h) | James Blake  | Rick Leach Brian MacPhie           | 6-2, 7-5            |
| 3. | 18. duben 2004   | Houston, USA      | antuka    | James Blake  | Rick Leach Brian MacPhie           | 6-3, 6-4            |
| 4. | 7. červenec 2008 | Newport, USA      | antuka    | John Isner   | Rohan Bopanna Ajsám Kúreší         | 6-4, 7-6(1)         |
| 5. | 22. únor 2009    | Memphis, USA      | tvrdý (h) | Mark Knowles | Travis Parrott Filip Polášek       | 7-6(7), 6-1         |
| 6. | 21. březen 2009  | Indian Wells, USA | tvrdý     | Andy Roddick | Max Mirnyj Andy Ram                | 3-6, 6-1, 14-12     |
| 7. | 14. únor 2010    | San José, USA     | tvrdý (h) | Sam Querrey  | Benjamin Becker Leonardo Mayer     | 7-6(3), 7-5         |
| 8. | 8. srpna 2010    | Washington, USA   | tvrdý     | Mark Knowles | Tomáš Berdych Radek Štěpánek       | 4–6, 7–6(7), [10–7] |

### Čtyřhra - prohry (1)
| Legenda                                                       |
| ATP International Series Gold / ATP World Tour 500 Series (1) |
| ATP International Series / ATP World Tour 250 Series (0)      |

| Č. | Datum         | Turnaj       | Povrch    | Partner     | Vítězové                   | Výsledek       |
| 1. | 26. únor 2006 | Memphis, USA | tvrdý (h) | James Blake | Chris Haggard Ivo Karlović | 0-6, 7-5, 10-5 |

## Davisův pohár
Mardy Fish se zúčastnil 8 zápasů v Davisově poháru za tým USA s bilancí 4-5 ve dvouhře a 2-1 ve čtyřhře.

## Postavení na žebříčku ATP na konci sezóny

### Dvouhra
| Rok    | 2000 | 2001   | 2002  | 2003  | 2004  | 2005   | 2006  | 2007  | 2008  | 2009  |
| Pořadí | 304. | ▲ 141. | ▲ 81. | ▲ 20. | ▼ 37. | ▼ 227. | ▲ 47. | ▲ 39. | ▲ 23. | ▼ 55. |

### Čtyřhra
| Rok    | 2000 | 2001   | 2002  | 2003   | 2004  | 2005   | 2006   | 2007   | 2008  | 2009  |
| Pořadí | 375. | ▲ 115. | ▲ 85. | ▼ 204. | ▲ 97. | ▼ 143. | ▲ 121. | ▼ 138. | ▲ 89. | ▲ 19. |